# 萨尔瓦多·卡尔莫纳
萨尔瓦多·卡尔莫纳（西班牙語：Salvador Carmona，1975年8月22日—），墨西哥男子足球运动员，司职边后卫。他曾代表墨西哥国家队参加1998年和2002年国际足联世界杯，两届比赛均止步十六强赛。